# Nods
Nods je obec v okrese Bernský Jura v kantonu Bern ve Švýcarsku. Žije zde 765 obyvatel.

## Geografie

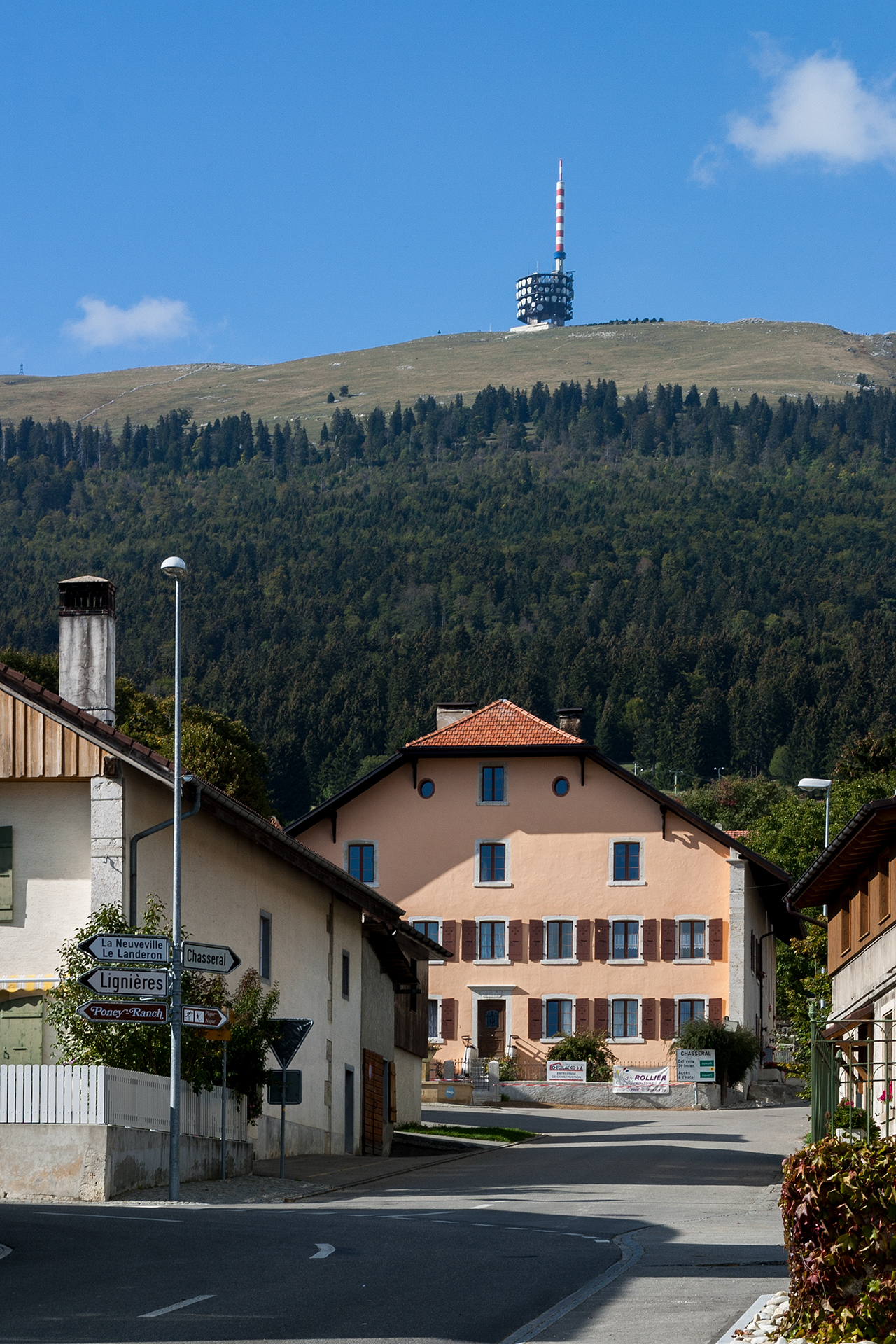
Nods s vrcholem Chasseral

Nods leží v nadmořské výšce 885 metrů, 13 km západně od města Biel/Bienne. Obec se rozkládá na dolním jižním svahu Chasseralu, asi 80 výškových metrů nad náhorní plošinou Montagne de Diesse nad Bielským jezerem. Za jasného počasí se z Nodsu rozprostírá výhled přes švýcarskou náhorní plošinu až k Alpám.
Území obce o rozloze 26,7 km² zahrnuje centrální část ploché náhorní plošiny Montagne de Diesse (800 m n. m.) na jihu. Na severu se území rozkládá na širokém jižním svahu pohoří Jura masivu Chasseral až k jeho vrcholu, který je se svými 1607 m n. m. nejvyšším bodem obce. Na severovýchodě zahrnuje obec synklinální údolí Les Prés Vaillons, které leží mezi masivy Chasseral a Mont Sujet. V této oblasti, stejně jako na výšinách nad Les Prés-d'Orvin, se nacházejí rozsáhlé jurské vysokohorské pastviny s typickými mohutnými smrky stojícími buď jednotlivě, nebo ve skupinách. Jižní svah Chasseralu, který má sklon kolem 20–30 %, je pokryt hustým lesem. Hranice lesa v oblasti leží v nadmořské výšce kolem 1400 až 1500 m, nad níž se nacházejí pastviny se subalpínskou květenou. V roce 1997 byla 3 % rozlohy obce pokryta zastavěnou plochou, 53 % lesy a lesními porosty, 44 % zemědělskými plochami a méně než 1 % tvořila neproduktivní půda.
Nods zahrnuje osady Les Combes (860 m n. m.) na jižním svahu Chasseralu a La Praye (806 m n. m.) na náhorní plošině Plateau de Diesse a četné jednotlivé farmy. Sousedními obcemi Nods jsou Plateau de Diesse, Orvin, Corgémont, Cortébert, Courtelary, Cormoret a Villeret v kantonu Bern a Val-de-Ruz a Lignières v kantonu Neuchâtel.

## Historie
Nods je poprvé zmiňován v listině z roku 1228 a patřil hrabatům z Neuchâtelu, poté hrabatům z Neuchâtelu-Nidau. Vrchnostenské právo drželo basilejské knížecí biskupství, které mělo na starosti především soudní a vojenské záležitosti. Během reformace zůstal Nods katolickou obcí. Teprve kolem roku 1550 byla reformace zavedena městem Bern, což způsobilo, že některé rodiny emigrovaly do katolického Le Landeronu nebo Cressieru. Dne 23. srpna 1798 padlo mnoho domů za oběť požáru vesnice. V letech 1798–1815 patřil Nods k Francii a zpočátku byl součástí départementu Mont Terrible, který byl v roce 1800 připojen k départementu Haut-Rhin. V důsledku rozhodnutí Vídeňského kongresu byla obec v roce 1815 připojena ke kantonu Bern a vytvořila správní okres Erlach a v roce 1846 nový správní okres La Neuveville. Od roku 1988 udržuje Nods vztahy se stejnojmennou francouzskou partnerskou obcí Nods v departementu Doubs.
V březnu 2012 ztroskotal projekt sloučení obcí Diesse, Lamboing, Nods a Prêles pod názvem Le Plateau de Diesse, protože obec Nods hlasovala proti sloučení. Zbylé tři obce se nakonec sloučily do nové obce Plateau de Diesse k 1. lednu 2014.

## Obyvatelstvo

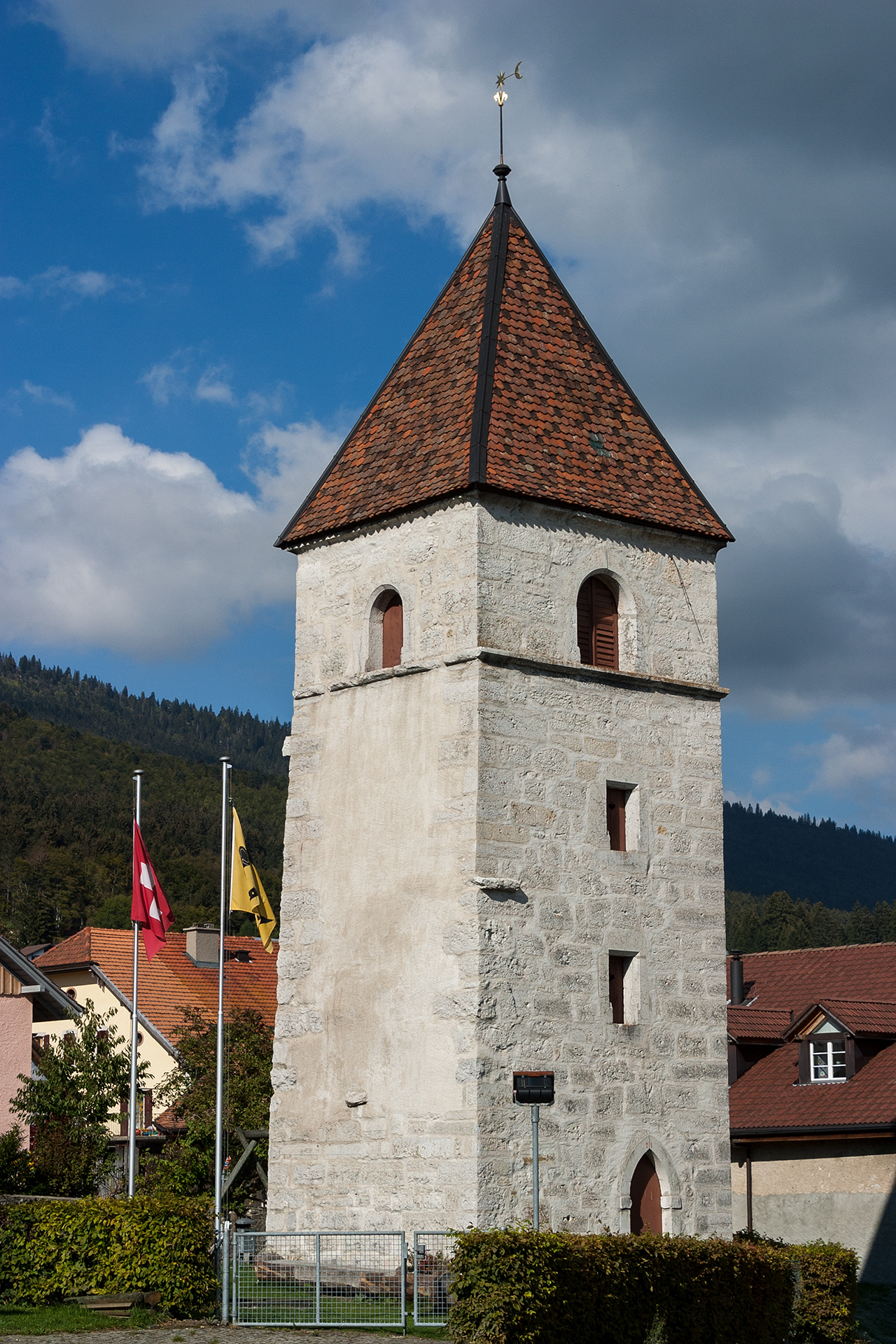
Věž Tour de Beffroi v obci

K 31. prosinci 2021 v obci žilo 802 obyvatel. Z celkového počtu obyvatel je 85,0 % francouzsky mluvících, 12,3 % německy mluvících a 1,1 % portugalsky mluvících (k roku 2000). Počet obyvatel značně kolísá: Zatímco v roce 1870 bylo napočítáno 885 obyvatel, v roce 1980 zde žilo již jen 426 obyvatel. Od té doby byl opět zaznamenán výrazný nárůst.
| Rok            | 1850 | 1860 | 1870 | 1880 | 1888 | 1900 | 1910 | 1920 | 1930 | 1941 | 1950 | 1960 | 1970 | 1980 | 1990 | 2000 | 2010 |
| Počet obyvatel | 811  | 832  | 885  | 853  | 784  | 738  | 709  | 659  | 609  | 574  | 510  | 473  | 464  | 426  | 516  | 668  | 746  |

## Hospodářství
Až do druhé poloviny 20. století se Nods vyznačoval především zemědělstvím. Zhruba od roku 1980 se obec postupně rozvíjela jako obytná obec, což vedlo k výraznému nárůstu počtu obyvatel. Kolem centra obce vzniklo několik nových obytných čtvrtí. Dnes jsou zde pracovní místa v mechanice a v regionálním obchodě (včetně sýrárny). Řada lidí však dojíždí za prací do Bielu nebo do regionu La Neuveville.

## Doprava
Obec leží mimo hlavní průjezdní komunikace. Nods je spojen kantonálními silnicemi s Neuchâtelem, La Neuveville a Bielem. Z obce vede silnice přes Chasseral a dále do údolí Vallon de Saint-Imier. Z La Neuveville do Nods jezdí poštovní autobus, který obsluhuje i další bernské obce na náhorní plošině Plateau de Diesse. V letech 1963–1993 byla v provozu sedačková lanovka z Nods do horského hostince na Chasseralu.